# 圣克鲁斯 (阿鲁巴)
12°30′N 69°58′W / 12.500°N 69.967°W

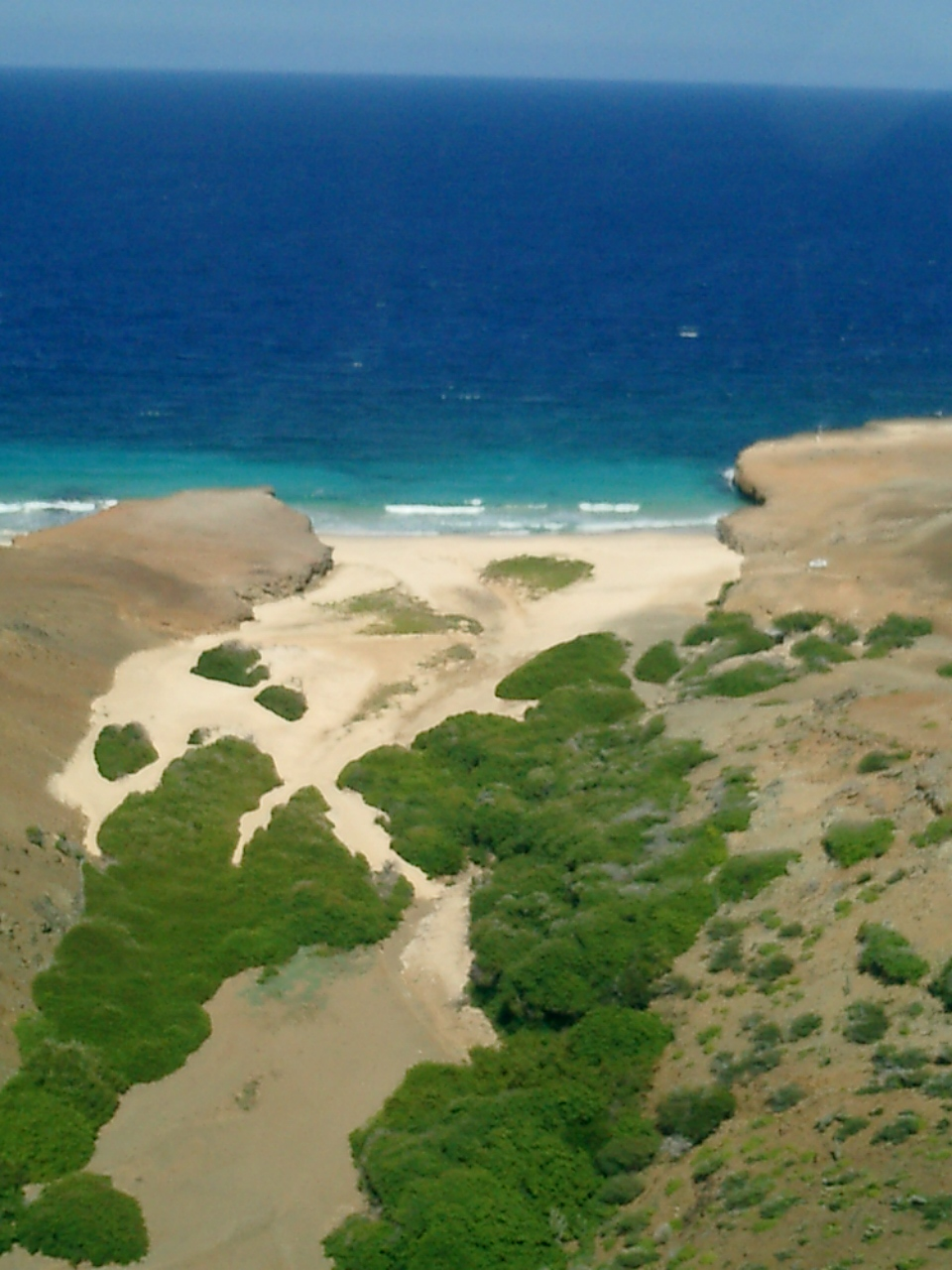
圣克鲁斯

圣克鲁斯（Santa Cruz）是荷属加勒比构成国阿鲁巴中部的区和城镇，由阿勒柯克國家公園控制。该镇西到东由7号公路连接，北到南由4号公路连接。该区面积41.04平方公里，2010年人口为12,870人。